# Абрамов, Константин Николаевич
Константи́н Никола́евич Абра́мов (25 апреля [8 мая] 1912 — 21 июля 1998) — советский офицер-танкист и военачальник, участник боёв на Халхин-Голе и Великой Отечественной войны, Герой Советского Союза (29.08.1939), генерал-полковник (1967).

## Биография
Родился 25 апреля (8 мая) 1912 года в городе Санкт-Петербурге в семье рабочего. Русский. Член ВКП(б)/КПСС с 1931 года. Окончил 10 классов и 1 курс вечернего автотранспортного института. Работал фрезеровщиком.

## Начало военной службы
В Красной Армии с октября 1930 года. В 1933 году окончил Орловскую бронетанковую школу. С июня 1933 года служил в Ленинградском военном округе: командир взвода школы младшего комсостава 11-го механизированного корпуса, с июня 1935 года —  командир роты отдельного танкового батальона 7-го механизированного корпуса, помощник начальника штаба танкового батальона в том же корпусе. С апреля 1936 года продолжал службу в Забайкальском военном округе. Сначала служил в 32-й механизированной бригаде: помощник начальника штаба отдельного танкового батальона, с марта 1937 — командир роты и начальник штаба батальона. Затем в августе 1937 года переведён в 7-ю мотоброневую бригаду 57-го особого стрелкового корпуса (бригада и корпус дислоцировались на территории Монгольской Народной Республики), назначен начальником 4-й части штаба бригады. С марта 1938 — помощник начальника 1-й (оперативной) части штаба 1-й мотоброневой бригады в том же корпусе, а в марте 1939 года назначен командиром танкового батальона 11-й танковой бригады этого корпуса.

## Вторая мировая война
С 19 июня по 30 августа 1939 года капитан Абрамов К. Н. (в разгар боёв за умелое командование батальоном и отвагу ему досрочно присвоили звание майора) участвовал в боях против японских милитаристов на реке Халхин-Гол. Под его командованием 2-й танковый батальон (11-я танковая бригада, 1-я армейская группа) отличился в боях с противником. В ходе Баин-Цаганского сражения при знаменитой атаке японских войск у горы Баин-Цаган 3 июля 1939 года батальон капитана Абрамова (15 танков БТ-5 и 5 танков Т-26) с ходу после 200-км марша и без поддержки пехоты атаковал позиции японцев, ворвался в их окопы и уничтожал врага огнём и гусеницами. В ходе боя потери батальона составили 12 танков сгоревшими и 2 повреждёнными, но японцы были вынуждены отойти. Комбат Абрамов К. Н. показал при этом образцы бесстрашия и героизма. Из числа бойцов его батальона сразу 5 танкистов стали Героями Советского Союза (старший лейтенант Васильев А. Ф., капитан Ильенко Н. П., старший лейтенант Киселёв А. И. (посмертно), младший командир Козлитин М. М., капитан Лукин М. А.).
Звание Героя Советского Союза (с вручением ордена Ленина) майору Абрамову Константину Николаевичу присвоено 29 августа 1939 года. Орден Ленина и грамота о присвоении звания Героя Советского Союза ему были вручёны 7 октября, а медаль «Золотая Звезда» (№ 128) — 4 ноября после Указа Верховного Совета СССР об учреждении этого знака особого отличия от 16 октября.
После завершения военных действий, в ноябре 1939 года в числе наиболее отличившихся и перспективных командиров направлен на учёбу. В октябре 1941 года окончил Военную академию механизации и моторизации РККА имени И. В. Сталина.
Участник Великой Отечественной войны с октября 1941 года. С октября 1941 года — заместитель командира 27-й танковой бригады на Западном фронте, сражался в оборонительном и наступательном этапах битвы за Москву, в которых бригада была придана на усиление кавалерийской группы генерала Л. М. Доватора. С 10 января 1942 года — командир 70-й танковой бригады Калининского, с апреля 1942 — Западного фронтов, в составе 5-го танкового корпуса. В феврале 1942 года был легко ранен. Во главе бригады участвовал в операции «Марс», в ходе которой в бою 12 декабря 1942 года был тяжело ранен и более полугода провёл в госпитале.
С августа 1943 года полковник Абрамов К. Н. служил начальником Горьковского, а с апреля 1944 — начальником Московского учебных бронетанковых центров. После расформирования центра в апреле 1946 года находился в распоряжении управления кадров бронетанковых и механизированных войск Советской Армии, в январе 1947 года направлен на учёбу.
В 1948 году окончил Высшую военную академию имени К. Е. Ворошилова. С января 1949 года командовал 25-м отдельным кадровым танковым полком в 4-й отдельной гвардейской танковой дивизии Группы советских оккупационных войск в Германии. С июня 1950 года — начальник оперативного отдела штаба 2-й гвардейской механизированной армии в Германии, с февраля 1951 — заместитель начальника штаба этой армии. С июня 1951 года — начальник штаба бронетанковых и механизированных войск Группы советских оккупационных войск в Германии. С октября 1953 года командовал 71-й механизированной дивизией, с мая 1956 — 66-й гвардейской механизированной дивизией Московского военного округа, с июня 1957 — 114-й гвардейской мотострелковой дивизией. С апреля 1958 года — первый заместитель командующего 11-й гвардейской армией в Прибалтийском военном округе. С августа 1959 года служил заместителем командующего по тылу — начальником тыла Прибалтийского военного округа. С сентября 1965 по февраль 1986 года — начальник Военной академии тыла и транспорта. Затем ещё больше года служил консультантом в этой академии. С мая 1987 года генерал-полковник Абрамов К. Н. — в отставке.
Скончался 21 июля 1998 года. Похоронен в Санкт-Петербурге на Серафимовском кладбище (15 уч.).

Могила К. Н. Абрамова на Серафимовском кладбище Санкт-Петербурга.

## Награды
- Герой Советского Союза № 128 (29.08.1939) - «за образцы бесстрашия и героизма, проявленные в боях против японских милитаристов на реке Халхин-Гол».
- Орден Жукова (Российская Федерация, 25.04.1995, знак ордена № 1) — за отличия в руководстве войсками при проведении боевых операций в период Великой Отечественной войны 1941—1945 годов[5][6].
- 3 ордена Ленина (29.08.1939, 1956, 1967).
- 3 ордена Красного Знамени (30.03.1943[7], 27.09.1944[8], 15.11.1950).
- Орден Отечественной войны 1-й степени (11.03.1985).
- 2 ордена Красной Звезды (6.11.1945, …).
- Ордена «За службу Родине в Вооружённых Силах СССР» 2-й (1982) и 3-й (1975) степеней.
- Медаль «За боевые заслуги» (3.11.1944).
- Медаль «В ознаменование 100-летия со дня рождения Владимира Ильича Ленина».
- Медаль «За победу над Германией в Великой Отечественной войне 1941—1945 гг.». (09.05.1945, вручена 20.06.1945).
- Медаль «За оборону Москвы».
- Юбилейная медаль «Двадцать лет Победы в Великой Отечественной войне 1941—1945 гг.».
- Юбилейная медаль «Тридцать лет Победы в Великой Отечественной войне 1941—1945 гг.».
- Юбилейная медаль «Сорок лет Победы в Великой Отечественной войне 1941—1945 гг.».
- Юбилейная медаль «50 лет Победы в Великой Отечественной войне 1941—1945 гг.».
- Медаль «Ветеран Вооружённых Сил СССР» (1984).
- Медаль «За укрепление боевого содружества» (1980).
- Юбилейная медаль «30 лет Советской Армии и Флота».
- Юбилейная медаль «40 лет Вооружённых Сил СССР».
- Юбилейная медаль «50 лет Вооружённых Сил СССР».
- Юбилейная медаль «60 лет Вооружённых Сил СССР».
- Юбилейная медаль «70 лет Вооружённых Сил СССР».
- Медаль «В память 800-летия Москвы».

Иностранные награды
- Орден Сухэ-Батора (Монголия, 15.08.1959).
- 2 Ордена Красного Знамени (Монголия).
- Медаль «Дружба» (Монголия, 20.03.1968).
- Медаль «30 лет Халхин-Гольской Победы» (Монголия, 1969).
- Медаль «40 лет Халхин-Гольской Победы» (Монголия, 1979).
- Медаль «50 лет Монгольской Народной Революции» (Монголия, 16.12.1971).
- Медаль «50 лет Монгольской Народной Армии» (Монголия, 15.03.1971).
- Медаль «60 лет Монгольской Народной Армии» (Монголия, 29.12.1981).
- Орден Народной Республики Болгария 2-й степени (Болгария, 14.09.1974).
- Орден «9 сентября 1944 года» II степени с мечами (Болгария, 22.01.1985).
- Медаль «90 лет со дня рождения Георгия Димитрова» (Болгария, 1974).
- Медаль «100 лет со дня рождения Георгия Димитрова» (Болгария, 1983).
- Медаль «30 лет Победы над фашистской Германией» (Болгария, 06.03.1975).
- Медаль «1300 лет Болгарии» (Болгария, 29.03.1982).
- Медаль «25 лет Болгарской народной армии» (Болгария, 18.09.1969).
- Орден «Возрождение Польши» IV класса (Польша, 06.10.1973).
- Медаль «За укрепление дружбы по оружию» 1-й степени (Чехословакия).
- Медаль «30 лет освобождения Чехословакии Советской Армией» (Чехословакия, 29.08.1974).
- Медаль «За боевое содружество» (Куба, 02.02.1983).
- Медаль «30-я годовщина Революционных Вооружённых сил Кубы» (Куба, 24.11.1986).
- Медаль «За боевое содружество» I степени (Венгрия, 1985).
- Знак «Участнику боёв у Халхин-Гола»

## Воинские звания
- Лейтенант (13.01.1936)
- Старший лейтенант (15.02.1937)
- Капитан (29.05.1938)
- Майор (31.07.1939)
- Подполковник (16.12.1941)
- Полковник (18.03.1942)
- Генерал-майор танковых войск (31.05.1954)
- Генерал-лейтенант (9.05.1961)
- Генерал-полковник (25.10.1967)

## Сочинения
- Абрамов К. Н. Некоторые вопросы тылового обеспечения в наступательных операциях третьего периода войны. // Военно-исторический журнал. — 1980. — № 11. — С.30-38.
- Абрамов К. Н. Материальное обеспечение фронтов в операциях на окружение. // Военно-исторический журнал. — 1986. — № 6. — С.31-38.